# Savonie du Nord-Est
La sous-région de Savonie du Nord-Est (finnois : Koillis-Savon seutukunta) est une sous-région de Savonie du Nord en Finlande. 
Au niveau 1 (LAU 1 ) des unités administratives locales définies par l'Union européenne elle porte le numéro 113.

## Municipalités
La sous-région de Savonie du Nord-Est est composée des municipalités suivantes :
| Blason              | Municipalité              |
| ------------------- | ------------------------- |
| Kaavin vaakuna      | Kaavi (municipalité)      |
| Rautavaaran vaakuna | Rautavaara (municipalité) |
| Tuusniemen vaakuna  | Tuusniemi (municipalité)  |

## Population
Depuis 1980, l'évolution démographique de la sous-région de Savonie du Nord-Est est la suivante,:
| Année      | 1980   | 1985   | 1990   | 1995   | 2000  | 2005  | 2010  | 2015  |
| ---------- | ------ | ------ | ------ | ------ | ----- | ----- | ----- | ----- |
| population | 12 401 | 11 536 | 10 787 | 10 314 | 9 357 | 8 684 | 8 113 | 7 650 |

## Politique
Les résultats de l'élection présidentielle finlandaise de 2018:
- Sauli Niinistö   60.9%
- Matti Vanhanen   10.0%
- Paavo Väyrynen   9.6%
- Laura Huhtasaari   6.4%
- Pekka Haavisto   5.3%
- Merja Kyllönen   4.4%
- Tuula Haatainen   3.2%
- Nils Torvalds   0.1%